# ESL Pro League Season 3
Die ESL Pro League Season 3 war die dritte Spielzeit der ESL Pro League. Sie startete am 9. Februar 2016 mit dem Spiel Astralis gegen Natus Vincere und endete mit dem Endspiel der Offline-Finals am 15. Mai 2016 in der Londoner The O₂-Arena.

## EU League
Die europäische Liga wurde im Vorfeld durch FaZe Clan aufgefüllt, dessen Lineup das Halbfinale der DreamHack Cluj-Napoca 2015 erreichte und das abgestiegene Team Penta Sports ersetzte. Sieger der europäischen Liga wurden die Ninjas in Pyjamas. Die Schweden gaben nur gegen fnatic, G2 Esports und Natus Vincere Punkte ab. Neben NiP erreichten das von den ehemaligen Spielern von Team SoloMid neu gegründete Team Astralis, der Sieger der Vorsaison fnatic und G2 Esports die Offline-Finals. Das deutsche Team mousesports reihte sich im unteren Mittelfeld der Tabelle ein. Den letzten Platz belegte das polnische Team Virtus.pro.

### EU Tabelle
| Rang                                                                                | Team                                                                                | Sp.                                                                                 | S | N | R+ | R- | Diff. | Punkte | Preisgeld |
| ----------------------------------------------------------------------------------- | ----------------------------------------------------------------------------------- | ----------------------------------------------------------------------------------- | --- | --- | --- | --- | --- | --- | --- |
| 01.                                                                                 | Ninjas in Pyjamas                                                                   | 22                                                                                  | 19 | 3 | 346 | 209 | +137 | 57 | - |
| 02.                                                                                 | Astralis 1 (M)                                                                      | 22                                                                                  | 16 | 6 | 316 | 233 | +083 | 48 | - |
| 03.                                                                                 | fnatic (G)                                                                          | 22                                                                                  | 15 | 7 | 308 | 251 | +057 | 45 | - |
| 04.                                                                                 | G2 Esports 2                                                                        | 22                                                                                  | 14 | 8 | 306 | 263 | +043 | 42 | - |
| 05.                                                                                 | Natus Vincere                                                                       | 22                                                                                  | 14 | 8 | 304 | 291 | +013 | 42 | 27.000 $ |
| 06.                                                                                 | Team Dignitas                                                                       | 22                                                                                  | 11 | 11 | 264 | 293 | −029 | 33 | 23.500 $ |
| 07.                                                                                 | FaZe Clan (I)                                                                       | 22                                                                                  | 10 | 12 | 308 | 280 | +028 | 30 | 20.000 $ |
| 08.                                                                                 | mousesports                                                                         | 22                                                                                  | 9 | 13 | 302 | 321 | −019 | 27 | 16.500 $ |
| 09.                                                                                 | Team EnVyUs                                                                         | 22                                                                                  | 7 | 15 | 275 | 318 | −043 | 21 | 13.000 $ |
| 10.                                                                                 | SK Gaming (R)                                                                       | 22                                                                                  | 7 | 15 | 263 | 347 | −084 | 21 | 9.500 $ |
| 11.                                                                                 | FlipSid3 Tactics (N)                                                                | 22                                                                                  | 6 | 16 | 240 | 308 | −068 | 18 | 6.000 $ |
| 12.                                                                                 | Virtus.pro                                                                          | 22                                                                                  | 4 | 18 | 233 | 351 | −118 | 12 | 3.500 $ |
| Legende:  Qualifikation für die Offline-Finals  Teilnahme an den Relegationsspielen | Legende:  Qualifikation für die Offline-Finals  Teilnahme an den Relegationsspielen | Legende:  Qualifikation für die Offline-Finals  Teilnahme an den Relegationsspielen | (G) Gewinner der ESL ESEA Pro League Season 2 Offline-Finals: fnatic (M) Meister der ESL ESEA Pro League Season 2 EU Division: Astralis (R) Gewinner der Relegation der ESL ESEA Pro League Season 2 EU Division: SK Gaming (N) Aufsteiger aus der ESEA EU Premier League Season 20: Flipsid3 Tactics (I) Teilnahme durch Einladung: FaZe Clan | (G) Gewinner der ESL ESEA Pro League Season 2 Offline-Finals: fnatic (M) Meister der ESL ESEA Pro League Season 2 EU Division: Astralis (R) Gewinner der Relegation der ESL ESEA Pro League Season 2 EU Division: SK Gaming (N) Aufsteiger aus der ESEA EU Premier League Season 20: Flipsid3 Tactics (I) Teilnahme durch Einladung: FaZe Clan | (G) Gewinner der ESL ESEA Pro League Season 2 Offline-Finals: fnatic (M) Meister der ESL ESEA Pro League Season 2 EU Division: Astralis (R) Gewinner der Relegation der ESL ESEA Pro League Season 2 EU Division: SK Gaming (N) Aufsteiger aus der ESEA EU Premier League Season 20: Flipsid3 Tactics (I) Teilnahme durch Einladung: FaZe Clan | (G) Gewinner der ESL ESEA Pro League Season 2 Offline-Finals: fnatic (M) Meister der ESL ESEA Pro League Season 2 EU Division: Astralis (R) Gewinner der Relegation der ESL ESEA Pro League Season 2 EU Division: SK Gaming (N) Aufsteiger aus der ESEA EU Premier League Season 20: Flipsid3 Tactics (I) Teilnahme durch Einladung: FaZe Clan | (G) Gewinner der ESL ESEA Pro League Season 2 Offline-Finals: fnatic (M) Meister der ESL ESEA Pro League Season 2 EU Division: Astralis (R) Gewinner der Relegation der ESL ESEA Pro League Season 2 EU Division: SK Gaming (N) Aufsteiger aus der ESEA EU Premier League Season 20: Flipsid3 Tactics (I) Teilnahme durch Einladung: FaZe Clan | (G) Gewinner der ESL ESEA Pro League Season 2 Offline-Finals: fnatic (M) Meister der ESL ESEA Pro League Season 2 EU Division: Astralis (R) Gewinner der Relegation der ESL ESEA Pro League Season 2 EU Division: SK Gaming (N) Aufsteiger aus der ESEA EU Premier League Season 20: Flipsid3 Tactics (I) Teilnahme durch Einladung: FaZe Clan | (G) Gewinner der ESL ESEA Pro League Season 2 Offline-Finals: fnatic (M) Meister der ESL ESEA Pro League Season 2 EU Division: Astralis (R) Gewinner der Relegation der ESL ESEA Pro League Season 2 EU Division: SK Gaming (N) Aufsteiger aus der ESEA EU Premier League Season 20: Flipsid3 Tactics (I) Teilnahme durch Einladung: FaZe Clan |

### EU Kreuztabelle
| EU League | EU League         | Ninjas in Pyjamas | Astralis | fnatic | G2 Esports | Natus Vincere | Team Dignitas | FaZe Clan | mousesports | Team EnVyUs | SK Gaming | Flipsid3 Tactics |       |
| 1.        | Ninjas in Pyjamas |                   | 16:4     | 10:16  | 16:10      | 16:10         | 16:8          | 16:7      | 16:14       | 16:3        | 19:16     | 16:8             | 16:11 |
| 2.        | Astralis          | 8:16              |          | 16:5   | 16:10      | 16:13         | 16:11         | 16:12     | 16:12       | 7:16        | 16:5      | 16:7             | 16:3  |
| 3.        | fnatic            | 6:16              | 22:19    |        | 16:5       | 13:16         | 16:6          | 6:16      | 16:4        | 5:16        | 16:6      | 16:14            | 16:12 |
| 4.        | G2 Esports        | 16:13             | 16:8     | 7:16   |            | 16:3          | 16:6          | 16:13     | 16:8        | 16:11       | 16:13     | 16:12            | 16:6  |
| 5.        | Natus Vincere     | 16:13             | 16:14    | 11:16  | 19:16      |               | 16:14         | 19:17     | 16:10       | 16:7        | 12:16     | 8:16             | 16:12 |
| 6.        | Team Dignitas     | 8:16              | 5:16     | 5:16   | 16:10      | 3:16          |               | 16:9      | 16:10       | 16:7        | 16:2      | 3:16             | 16:14 |
| 7.        | FaZe Clan         | 9:16              | 9:16     | 16:10  | 10:16      | 12:16         | 16:7          |           | 13:16       | 16:7        | 16:3      | 16:2             | 16:10 |
| 8.        | mousesports       | 15:19             | 4:16     | 19:17  | 16:10      | 16:10         | 16:19         | 16:14     |             | 16:8        | 11:16     | 12:16            | 15:19 |
| 9.        | Team EnVyUs       | 10:16             | 10:16    | 4:16   | 12:16      | 11:16         | 14:16         | 14:16     | 19:22       |             | 16:6      | 16:9             | 20:22 |
| 10.       | SK Gaming         | 8:16              | 7:16     | 11:16  | 5:16       | 16:7          | 23:25         | 25:23     | 8:16        | 19:22       |           | 10:16            | 16:11 |
| 11.       | Flipsid3 Tactics  | 4:16              | 7:16     | 13:16  | 7:16       | 12:16         | 7:16          | 8:16      | 16:13       | 7:16        | 13:16     |                  | 16:6  |
| 12.       | Virtus.pro        | 2:16              | 11:16    | 9:16   | 16:14      | 9:16          | 5:16          | 9:16      | 5:16        | 13:16       | 12:16     | 16:14            |       |

## NA League
Mit dem Team Renegades wurde im Vorfeld der Saison erstmals ein Team aus Australien für die Teilnahme an der EPL eingeladen. Das Team erreichte einen Platz im Mittelfeld der Tabelle. Die Spitzenposition erspielte sich Luminosity Gaming, welche das wiedererstarkte Team Cloud 9 auf den zweiten Platz verwies. Das kanadische Team OpTic Gaming sowie Team Liquid erarbeiteten sich die verbleibenden zwei Spots für die Offline-Finals. Im hinteren Tabellendrittel siedelten sich die in der Vorsaison deutlich höher platzierten Teams Counter Logic Gaming und compLexity an. Tabellenletzter wurde das Team KKona.

### NA Tabelle
| Rang                                                                 | Team                                                                 | Sp.                                                                  | S | N | R+ | R- | Diff. | Punkte | Preisgeld |
| -------------------------------------------------------------------- | -------------------------------------------------------------------- | -------------------------------------------------------------------- | --- | --- | --- | --- | --- | --- | --- |
| 01.                                                                  | Luminosity Gaming                                                    | 22                                                                   | 18 | 4 | 304 | 223 | +081 | 54 | - |
| 02.                                                                  | Cloud 9                                                              | 22                                                                   | 16 | 6 | 306 | 229 | +077 | 48 | - |
| 03.                                                                  | OpTic Gaming 1                                                       | 22                                                                   | 15 | 7 | 311 | 211 | +100 | 45 | - |
| 04.                                                                  | Team Liquid (M)                                                      | 22                                                                   | 14 | 8 | 321 | 245 | +076 | 42 | - |
| 05.                                                                  | NRG eSports 2 (R)                                                    | 22                                                                   | 14 | 8 | 291 | 259 | +032 | 42 | 27.000 $ |
| 06.                                                                  | Selfless Gaming 3                                                    | 22                                                                   | 13 | 9 | 305 | 260 | +045 | 39 | 23.500 $ |
| 07.                                                                  | Renegades (I)                                                        | 22                                                                   | 13 | 9 | 287 | 249 | +076 | 39 | 20.000 $ |
| 08.                                                                  | Winterfox (R)                                                        | 22                                                                   | 11 | 11 | 246 | 271 | −025 | 33 | 16.500 $ |
| 09.                                                                  | Splyce 4                                                             | 22                                                                   | 8 | 14 | 226 | 297 | −071 | 24 | 13.000 $ |
| 10.                                                                  | Counter Logic Gaming                                                 | 22                                                                   | 5 | 17 | 220 | 333 | −113 | 15 | 9.500 $ |
| 11.                                                                  | compLexity                                                           | 22                                                                   | 4 | 18 | 257 | 346 | −089 | 12 | 6.000 $ |
| 12.                                                                  | KKona 5                                                              | 22                                                                   | 1 | 21 | 199 | 350 | −151 | 03 | 3.500 $ |
| Legende:  Qualifikation für die Offline-Finals  Team zog sich zurück | Legende:  Qualifikation für die Offline-Finals  Team zog sich zurück | Legende:  Qualifikation für die Offline-Finals  Team zog sich zurück | (M) Meister der ESL ESEA Pro League Season 2 NA Division: Team Liquid (R) Gewinner der Relegation der ESL ESEA Pro League Season 2 NA Division: Winterfox, NRG eSports (I) Teilnahme durch Einladung: Renegades | (M) Meister der ESL ESEA Pro League Season 2 NA Division: Team Liquid (R) Gewinner der Relegation der ESL ESEA Pro League Season 2 NA Division: Winterfox, NRG eSports (I) Teilnahme durch Einladung: Renegades | (M) Meister der ESL ESEA Pro League Season 2 NA Division: Team Liquid (R) Gewinner der Relegation der ESL ESEA Pro League Season 2 NA Division: Winterfox, NRG eSports (I) Teilnahme durch Einladung: Renegades | (M) Meister der ESL ESEA Pro League Season 2 NA Division: Team Liquid (R) Gewinner der Relegation der ESL ESEA Pro League Season 2 NA Division: Winterfox, NRG eSports (I) Teilnahme durch Einladung: Renegades | (M) Meister der ESL ESEA Pro League Season 2 NA Division: Team Liquid (R) Gewinner der Relegation der ESL ESEA Pro League Season 2 NA Division: Winterfox, NRG eSports (I) Teilnahme durch Einladung: Renegades | (M) Meister der ESL ESEA Pro League Season 2 NA Division: Team Liquid (R) Gewinner der Relegation der ESL ESEA Pro League Season 2 NA Division: Winterfox, NRG eSports (I) Teilnahme durch Einladung: Renegades | (M) Meister der ESL ESEA Pro League Season 2 NA Division: Team Liquid (R) Gewinner der Relegation der ESL ESEA Pro League Season 2 NA Division: Winterfox, NRG eSports (I) Teilnahme durch Einladung: Renegades |

### NA Kreuztabelle
| NA League | NA League            | Luminosity Gaming | Cloud 9 | OpTic Gaming | Team Liquid | NRG eSports | Selfless Gaming | Renegades | Winterfox | Splyce | Counter Logic Gaming | compLexity | KKona |
| 1.        | Luminosity Gaming    |                   | 16:7    | 0:16 1       | 16:13       | 16:9        | 16:14           | 16:3      | 3:16      | 16:11  | 16:12                | 16:2       | 16:5  |
| 2.        | Cloud 9              | 16:13             |         | 13:16        | 8:16        | 16:12       | 16:10           | 19:16     | 16:7      | 16:5   | 16:12                | 19:15      | 16:9  |
| 3.        | OpTic Gaming         | 16:0 1            | 16:7    |              | 10:16       | 16:8        | 10:16           | 9:16      | 16:5      | 16:4   | 16:7                 | 16:4       | 16:11 |
| 4.        | Team Liquid          | 11:16             | 16:5    | 16:12        |             | 16:12       | 16:11           | 16:7      | 11:16     | 14:16  | 22:19                | 8:16       | 16:1  |
| 5.        | NRG eSports          | 3:16              | 5:16    | 16:10        | 16:14       |             | 7:16            | 16:13     | 16:10     | 11:16  | 0:16 1               | 16:13      | 16:14 |
| 6.        | Selfless Gaming      | 6:16              | 16:4    | 16:14        | 16:9        | 10:16       |                 | 16:10     | 16:5      | 16:5   | 16:6                 | 12:16      | 16:11 |
| 7.        | Renegades            | 13:16             | 8:16    | 7:16         | 16:11       | 2:16        | 16:12           |           | 16:4      | 16:4   | 16:5                 | 16:11      | 16:12 |
| 8.        | Winterfox            | 11:16             | 3:16    | 16:6         | 8:16        | 12:16       | 16:10           | 3:16      |           | 2:16   | 16:13                | 16:14      | 16:6  |
| 9.        | Splyce               | 8:16              | 7:16    | 6:16         | 4:16        | 10:16       | 11:16           | 6:16      | 3:16      |        | 16:13                | 14:16      | 16:6  |
| 10.       | Counter Logic Gaming | 9:16              | 5:16    | 7:16         | 5:16        | 16:0 1      | 16:12           | 6:16      | 10:16     | 8:16   |                      | 16:10      | 16:6  |
| 11.       | compLexity           | 9:16              | 2:16    | 10:16        | 14:16       | 13:16       | 13:16           | 13:16     | 12:16     | 7:16   | 17:19                |            | 8:16  |
| 12.       | KKona                | 13:16             | 4:16    | 10:16        | 1:16        | 10:16       | 11:16           | 6:16      | 7:16      | 12:16  | 10:16                | 18:22      |       |

## Offline-Finals
Die Offline-Finals finden vom 11. bis zum 15. Mai 2016 in der The O₂-Arena in London und in Leicester statt.

### Lineups der Teams
Fnatic spielt das Turnier mit John „wenton“ Eriksson. Er ersetzt den am Handgelenk verletzten Olof „olofmeister“ Kajbjer.
| Astralis                  | Cloud 9                         | fnatic                   | G2 Esports                    |
| ------------------------- | ------------------------------- | ------------------------ | ----------------------------- |
| Finn „Karrigan“ Andersen  | Jordan „n0thing“ Gilbert        | Dennis „dennis“ Edman    | Adil „ScreaM“ Benrlitom       |
| René „cajunb“ Borg        | Michael „shroud“ Grzesiek       | John „wenton“ Eriksson   | Edouard „SmithZz“ Dubourdeaux |
| Andreas „Xyp9x“ Højsleth  | Tyler „Skadoodle“ Latham        | Freddy „KRiMZ“ Johansson | Cédric „RpK“ Guipouy          |
| Nicolai „dev1ce“ Reedtz   | Alec „Slemmy“ White             | Robin „flusha“ Rönnquist | Richard „shox“ Papillon       |
| Peter „dupreeh“ Rasmussen | Jake „Stewie2k“ Yip             | Jesper „JW“ Wecksell     | Alexandre „bodyy“ Pianaro     |
| Luminosity Gaming         | Ninjas in Pyjamas               | OpTic Gaming             | Team Liquid                   |
| Fernando „fer“ Alvarenga  | Christopher „GeT_RiGhT“ Alesund | Oscar „mixwell“ Cañellas | Nick „nitr0“ Cannella         |
| Marcelo „coldzera“ David  | Adam „friberg“ Friberg          | Peter „Stanislaw“ Jarguz | Eric „adreN“ Hoag             |
| Tacio „TACO“ Filho        | Richard „Xizt“ Landström        | Keith „NAF“ Markovic     | Jonathan „EliGE“ Jablonowski  |
| Lincoln „fnx“ Lau         | Patrik „f0rest“ Lindberg        | Damien „daps“ Steele     | Spencer „Hiko“ Martin         |
| Gabriel „FalleN“ Toledo   | Jacob „pyth“ Mourujärvi         | Will „Rush“ Wierzba      | Kenneth „koosta“ Suen         |
| Stand: 10. Mai 2016       |                                 |                          |                               |

### Gruppe A
|  | Halbfinale | Halbfinale        | Halbfinale |  |  | Spiel um den Gruppensieg | Spiel um den Gruppensieg | Spiel um den Gruppensieg |
|  |            |                   |            |  |  |                          |                          |                          |
|  |            |                   |            |  |  |                          |                          |                          |
|  | Brasilien  | Luminosity Gaming | 12         |  |  |                          |                          |                          |
|  | Frankreich | G2 Esports        | 16         |  |  |                          |                          |                          |
|  |            |                   |            |  |  | Frankreich               | G2 Esports               | 16                       |
|  |            |                   |            |  |  | Kanada                   | OpTic Gaming             | 7                        |
|  | Kanada     | OpTic Gaming      | 16         |  |  |                          |                          |                          |
|  | Danemark   | Astralis          | 7          |  |  |                          |                          |                          |
|  |            |                   |            |  |  |                          |                          |                          |

|  | Verlierermatch | Verlierermatch    | Verlierermatch | Verlierermatch | Verlierermatch |  |  | Spiel um den zweiten Gruppenplatz | Spiel um den zweiten Gruppenplatz | Spiel um den zweiten Gruppenplatz | Spiel um den zweiten Gruppenplatz | Spiel um den zweiten Gruppenplatz |
|  |                |                   |                |                |                |  |  |                                   |                                   |                                   |                                   |                                   |
|  |                |                   |                |                |                |  |  | Kanada                            | OpTic Gaming                      | 12                                | 13                                |                                   |
|  | Brasilien      | Luminosity Gaming | 9              | 16             | 16             |  |  | Brasilien                         | Luminosity Gaming                 | 16                                | 16                                |                                   |
|  | Danemark       | Astralis          | 16             | 12             | 13             |  |  |                                   |                                   |                                   |                                   |                                   |

### Gruppe B
|  | Halbfinale         | Halbfinale        | Halbfinale |  |  | Spiel um den Gruppensieg | Spiel um den Gruppensieg | Spiel um den Gruppensieg |
|  |                    |                   |            |  |  |                          |                          |                          |
|  |                    |                   |            |  |  |                          |                          |                          |
|  | Schweden           | Ninjas in Pyjamas | 22         |  |  |                          |                          |                          |
|  | Vereinigte Staaten | Team Liquid       | 18         |  |  |                          |                          |                          |
|  |                    |                   |            |  |  | Schweden                 | Ninjas in Pyjamas        | 16                       |
|  |                    |                   |            |  |  | Schweden                 | fnatic                   | 9                        |
|  | Schweden           | fnatic            | 16         |  |  |                          |                          |                          |
|  | Vereinigte Staaten | Cloud 9           | 10         |  |  |                          |                          |                          |
|  |                    |                   |            |  |  |                          |                          |                          |

|  | Verlierermatch     | Verlierermatch | Verlierermatch | Verlierermatch | Verlierermatch |  |  | Spiel um den zweiten Gruppenplatz | Spiel um den zweiten Gruppenplatz | Spiel um den zweiten Gruppenplatz | Spiel um den zweiten Gruppenplatz | Spiel um den zweiten Gruppenplatz |
|  |                    |                |                |                |                |  |  |                                   |                                   |                                   |                                   |                                   |
|  |                    |                |                |                |                |  |  | Schweden                          | fnatic                            | 16                                | 16                                |                                   |
|  | Vereinigte Staaten | Team Liquid    | 19             | 16             |                |  |  | Vereinigte Staaten                | Team Liquid                       | 6                                 | 13                                |                                   |
|  | Vereinigte Staaten | Cloud 9        | 16             | 10             |                |  |  |                                   |                                   |                                   |                                   |                                   |

### Playoffs
|  | Halbfinale | Halbfinale        | Halbfinale        | Halbfinale | Halbfinale |            |            | Finale | Finale            | Finale | Finale | Finale | Finale | Finale |
|  |            |                   |                   |            |            |            |            |        |                   |        |        |        |        |        |
|  | Frankreich | G2 Esports        | 14                | 16         | 16         |            |            |        |                   |        |        |        |        |        |
|  | Schweden   | fnatic            | 16                | 8          | 12         |            |            |        |                   |        |        |        |        |        |
|  | Schweden   | fnatic            | 16                | 8          | 12         | Frankreich | G2 Esports | 16     | 13                | 16     | 11     | 16     |        |        |
|  |            |                   |                   |            |            | Frankreich | G2 Esports | 16     | 13                | 16     | 11     | 16     |        |        |
|  |            | Brasilien         | Luminosity Gaming | 10         | 16         | 10         | 16         | 19     |                   |        |        |        |        |        |
|  | Brasilien  | Brasilien         | Luminosity Gaming | 10         | 16         | 10         | 16         | 19     | Luminosity Gaming | 16     | 8      | 16     |        |        |
|  | Brasilien  |                   |                   |            |            |            |            |        | Luminosity Gaming | 16     | 8      | 16     |        |        |
|  | Schweden   | Ninjas in Pyjamas | 4                 | 16         | 10         |            |            |        |                   |        |        |        |        |        |

### Preisgeldverteilung
| Platz   | Clan                     | Preisgeld (in US-Dollar) |
| ------- | ------------------------ | ------------------------ |
| 1.      | Luminosity Gaming        | 200.000                  |
| 2.      | G2 Esports               | 090.000                  |
| 3. – 4. | fnatic Ninjas in Pyjamas | 044.000                  |
| 5. – 6. | OpTic Gaming Team Liquid | 036.000                  |
| 7. – 8. | Astralis Cloud 9         | 031.000                  |

## Playoffs und Relegation
Die beiden Meister der zweitklassigen EU Premier League Season 21 wurden erstmals über zwei Offline-Qualifier ermittelt. Sie stiegen direkt in die EPL auf. Die beiden unterlegenen Finalisten spielen in der Relegation gegen den letzten der EPL. Da sich KKona nach Ende der Saison vom Spielbetrieb zurückzog, stieg deren Relegationsgegner Ze Pug Godz direkt auf.

### Playoffs der EU Premier League Season 21
| Name                 | ESEA Season 21: Premier Division – Europe Finals | ESEA Season 21: Premier Division – North America |
| -------------------- | ------------------------------------------------ | ------------------------------------------------ |
| Veranstalter         | E-Sports Entertainment Association               | E-Sports Entertainment Association               |
| Zeit und Ort         | 7. Mai 2016 in Leicester                         | 15. Mai 2016 in Burbank                          |
| Sieger (Preisgeld)   | HellRaisers (10.000 $)                           | Tempo Storm (10.000 $)                           |
| Finalist (Preisgeld) | Penta Sports (5.000 $)                           | Ze Pug Godz (5.000 $)                            |
| Halbfinalisten       | ENCE eSports (2.500 $) Mortal Kombat (2.500 $)   | Team Kaliber (2.500 $) Vault.gg (2.500 $)        |

### Relegation
Der Gewinner dieses Spiels qualifiziert sich für die ESL Pro League Season 4.

|  | Zeit: 25. Mai 2016 18:00 MESZ |              |    |    |    |
|  |                               |              |    |    |    |
|  | Polen                         | Virtus.pro   | 3  | 16 | 17 |
|  | Deutschland                   | Penta Sports | 16 | 9  | 19 |
|  |                               |              |    |    |    |

### Wildcard
Die ESL wählte nach einem Community-Voting jeweils zwei Teams aus Europa und Nordamerika aus, welche um den verbleibenden Platz für die ESL Pro League Season 4 spielten. Das in der regulären Spielzeit für Luminosity Gaming spielende Team wechselte zuvor zu SK Gaming.
|  | Zeit: 15. August 2016 20:00 MESZ |            |    |    |  |
|  |                                  |            |    |    |  |
|  | Polen                            | Virtus.pro | 16 | 16 |  |
|  | Schweden                         | Godsent    | 11 | 12 |  |
|  |                                  |            |    |    |  |

|  | Zeit: 18. August 2016 3:15 MESZ |                   |    |    |  |
|  |                                 |                   |    |    |  |
|  | Brasilien                       | Luminosity Gaming | 4  | 13 |  |
|  | Vereinigte Staaten              | Echo Fox          | 16 | 16 |  |
|  |                                 |                   |    |    |  |